# Chazelles-sur-Lyon
Chazelles-sur-Lyon é uma comuna francesa na região administrativa de Auvérnia-Ródano-Alpes, no departamento de Loire. Estende-se por uma área de 20,91 km². Em 2010 a comuna tinha 5 462 habitantes (densidade: 261,2 hab./km²).